# 側指蟬蟹
側指蟬蟹（学名：Hippa adactyla）为蟬蟹科蟬蟹屬下的一个种。